# Hadsund Bank
Hadsund Bank blev stiftet som aktieselskab i 1905, men fik først i 1915 egne lokaler i den nybarokke bankbygning tegnet af arkitekt Morten Skøt. Bygningen havde oprindelig hovedfacade til Brogade, men da den nye Hadsundbro blev bygget et stykke øst for den gamle Hadsundbro, mistede Brogade sin betydning som hovedfærdselsåre, og hovedindgangen blev derfor flyttet til Bankpladsen. Hadsund Bank gik i betalingsstandsning i 1931, men der har lige siden været bankvirksomhed i bygningen, for Hadsund Bank blev overtaget af Aalborg Diskontobank. 1968 fusionerede Hadsund-afdelingen af Aalborg Diskontobank med Provinsbanken. I 1990 indgik Provinsbanken i Danske Bank. Efter 23 år valgte Danske Bank at lukke afdelingen den 8. november 2013, for at udvide afdelingen i Hobro. I april 2014 flytter Jutlander Bank fra Storegade, og ned i Hadsund Bank-bygningen. Bygningens vinduer er ikke originale.
Bygningen er vurderet til at have en høj bevaringsværdi. For at fastholde og styrke bygningens værdi er der lavet bestemmelser om, at bygningen ikke må ombygges eller på anden måde ændre udseende uden kommunens tilladelse.

## Bankpladsen
På Bankpladsen, der er et af Hadsunds gamle torve, findes en lille brønd med Anders Bundgaards skulptur forestillende en odder. Skulpturen er skænket i 1958 af Diskontobanken.

## Bygningens anvendelse
| År        | Anvendelse          |
| --------- | ------------------- |
| 1915-1931 | Hadsund Bank        |
| 1931-1968 | Diskontobank        |
| 1968-1990 | Provinsbanken       |
| 1990-2013 | Danske Bank         |
| 2014-2021 | Jutlander Bank      |
| 2021-     | Sparekassen Danmark |

## Galleri
- Banken set fre Brogade
- Banken set fra siden
- Banken set fra Havnepladsen bag ved.
- Bankpladsen